# USS Vestal (AR-4)
L'USS Vestal (AR-4) était un cargo de la marine américaine.

## Historique
Il a servi durant les deux Guerres mondiales comme navire atelier. Il est endommagé pendant l'attaque sur Pearl Harbour par deux bombes de 250 kg dont une défectueuse. Sept membres d'équipage meurent durant le combat. Il rentre de nouveau en service en août 1942 après 8 mois de réparation et sert durant la guerre du Pacifique et jusqu'à la fin de son service en Asie-Pacifique.
Il a reçu deux battle stars pour ses services rendus pendant la Seconde Guerre mondiale.